# Helen Dorn: Das Recht zu schweigen
Das Recht zu schweigen ist ein deutscher Fernsehfilm von Friedemann Fromm aus dem Jahr 2023. Es handelt sich um die 17. Folge der ZDF-Kriminalfilmreihe Helen Dorn mit Anna Loos in der Titelrolle, die im Rahmen der Samstagskrimis des ZDF ausgestrahlt wurde.

## Handlung
Hauptkommissarin Helen Dorn wird zu einem vermeintlichen Jagdunfall gerufen. Rolf Kanther, Chef einer Firma, die Präzisionsoptik für Waffen herstellt, wurde auf einem Hochsitz, wo er gerade auf einen Hirsch angelegt hatte, von einer Kugel in den Kopf getroffen. Kriminaltechniker Weyer geht von Mord aus, zumal das tödliche Projektil nicht aus einer üblichen Jagdwaffe stammt, sondern ein Kaliber hatte, das für Scharfschützengewehre eingesetzt wird.
Bei ihren Ermittlungen stößt Dorn auf eine Mauer des Schweigens und selbst Dorns Vorgesetzter versucht den Fall herunterzuspielen. Kanthers Firma arbeitet gerade an neuen intelligenten Zieloptiken, die bei der Verbrechensbekämpfung bahnbrechend wären, aber auch für den militärischen Bereich interessant sind. Für eine anstehende Großproduktion ist ein Joint Venture geplant, das jedoch möglicherweise den Verkauf der Firma nachsichziehen würde, was Kanther eigentlich nicht wollte. Seine Frau hingegen schon. Da sie aber nicht die Firmenanteile erbt, sondern ihre Tochter, versucht sie diese in ihrem Sinne zu beeinflussen.
Als der Sicherheitschef Wiegand von Kanthers Firma Selbstmord begeht und ein Schuldbekenntnis sowie ein Präzisionsgewehr bei ihm gefunden wird, sieht es zwar so aus, als ob er seinen Chef umgebracht hat, aber Dorn hat sofort Zweifel. Offensichtlich soll ihr hier ein Täter präsentiert werden, um weitere Nachforschungen zu unterbinden. Erneut mischt sich Dorns Vorgesetzter ein und erklärt den Fall für abgeschlossen, was Dorn sich aber nicht gefallen lässt. Sie will sich in der Wohnung des Sicherheitschefs noch einmal umsehen und überrascht dort einen Fremden, der sie niederschlägt und unerkannt entkommt. Daher lässt die Kommissarin nicht locker und kann am Ende beweisen, dass Wiegand sich nicht selbst umgebracht hat.
Bei der Firmenrecherche stößt Dorn auf ein dunkles Geheimnis, das mit einem Juwelenraub in der Vergangenheit zu tun hat. Mit diesem Startkapital gründete Kanther seine Firma, was nur seine Ehefrau, sein engster Vertrauter Sailer und Wiegand wussten, weil sie damals alle Komplizen waren. Dieser Raub steht aber auch im Zusammenhang mit Dorns Vater, der den Überfall damals nicht lösen konnte, aber einen vierten Räuber erschossen hatte. Als Dorn das erkennt, ist die Lage schon sehr bedrohlich, denn Richard Dorn wurde nun entführt, um sie von weiteren Ermittlungen abzuhalten. Ohne zu zögern fährt Dorn zu Peer Sailer, der erklärt ihren Vater solange als „Gast“ zu behalten, bis die Verträge abgeschlossen wären. Der Verkauf der Firma wäre lange geplant gewesen, was Kanther aber nicht mehr wollte.
Dorn setzt alles daran ihren Vater zu befreien und dringt heimlich in Kanthers Firma ein. Sie spürt ihn auf und erschießt seinen Bewacher. Doch hat Sailer das Eindringen bemerkt und stellt die beiden. Dorn überwältigt aber auch Sailer, der am Ende von ihrem Vater erschossen wird. Kanthers Ehefrau zeigt sich kooperativ und übergibt der Polizei Korruptionsbeweise gegen Dorns Vorgesetzten. Da sie bei dem Juwelenraub einen Wachmann erschossen hatte, muss sie sich nun nach Jahren dafür verantworten.

## Hintergrund
Die Dreharbeiten für Das Recht zu schweigen erfolgten vom 10. August bis zum 8. Oktober 2021 in Hamburg unter dem Arbeitstitel Tödliches Vermächtnis. Die Erstausstrahlung im ZDF erfolgte am 11. Februar 2023, vorab war der Film ab 4. Februar 2023 über die Mediathek abrufbar.

## Rezeption

### Einschaltquote
Bei der Erstausstrahlung von Das Recht zu schweigen am 11. Februar 2023 verfolgten in Deutschland insgesamt 6,63 Millionen Zuschauer die Filmhandlung, was einem Marktanteil von 24,7 Prozent für das ZDF entsprach.

### Kritik
Tilmann P. Gangloff wertete für tittelbach.tv: „Friedemann Fromms Film über die Suche nach dem Mörder eines Unternehmers beginnt wie ein gewöhnlicher Krimi, entwickelt sich dann jedoch zu einer großen Geschichte.“ „Ähnlich interessant wie der Krimiplot ist das Subthema Väter und Töchter, das nicht nur auf der Krimiebene eine wichtige Rolle spielt. Bei aller Spannung ist der darstellerisch ohnehin vorzügliche Film auch ein großes Vergnügen; die Szenen mit der Titelheldin (Anna Loos) und ihrem treuen Sancho Pansa (Tristan Seith) haben mitunter Sitcom-Qualität.“
Die Kritiker der Fernsehzeitschrift TV Spielfilm kamen zu dem Urteil: „Die nervigen Mann/Frau-Diskussionen im Ermittlerteam sind die Schwächen in einem ansonsten spannenden, vielschichtigen Fall.“
Oliver Armknecht von film-rezensionen.de meinte, der Film „versucht mal wieder, mit der selbstbewussten Protagonistin zu punkten, ist bei der Charakterisierung aber schlampig und nervt zudem mit den forcierten Konflikten im Team. Der Fall selbst taugt ebenfalls nicht viel, ist teilweise überzogen, teilweise langweiliges Klischee.“ Er nannte den Film „unsinnig und langweilig“, aber „Fans der Reihe wird das alles nicht stören, mit dem Rezept wird regelmäßig ein Millionenpublikum erreicht. Wer hingegen bislang nichts mit Dorn anzufangen wusste, wird hiermit auch nicht mehr bekehrt.“
Bei quotenmeter.de schrieb Christian Lukas: „Regisseur Friedemann Fromm beweist einmal mehr, dass er zu den Guten in den teutonischen Kriminalfilmgefilden gehört,“ denn er „weiß, wie man Wendungen inszeniert, Spannung aufbaut, aber auch Unwahrscheinlichkeiten durchaus charmant verpackt.“ „So nimmt die Story bald eine Richtung auf, die wirklich so niemand vorhersehen vermag. Vielleicht ahnt man sehr rasch, wer von den handelnden Figuren Dreck am Stecken kleben hat und welche nicht. Das aber mindert die Spannung nicht, wenn es um die Frage des Warums geht!“ „Das alles ist recht temporeich inszeniert, ohne auf große Action zu setzen. Das Tempo entsteht durch die Montage, durch Szenenwechsel und durch die besagten Wendungen. Ganz nebenbei überrascht die Handlung [auch] mit einigen humorvollen Momenten.“